# Potentilla speciosa
Potentilla speciosa är en rosväxtart. Potentilla speciosa ingår i Fingerörtssläktet som ingår i familjen rosväxter.

## Underarter
Arten delas in i följande underarter:
- P. s. gymnocarpa
- P. s. illyrica
- P. s. speciosa